# Académie de Créteil

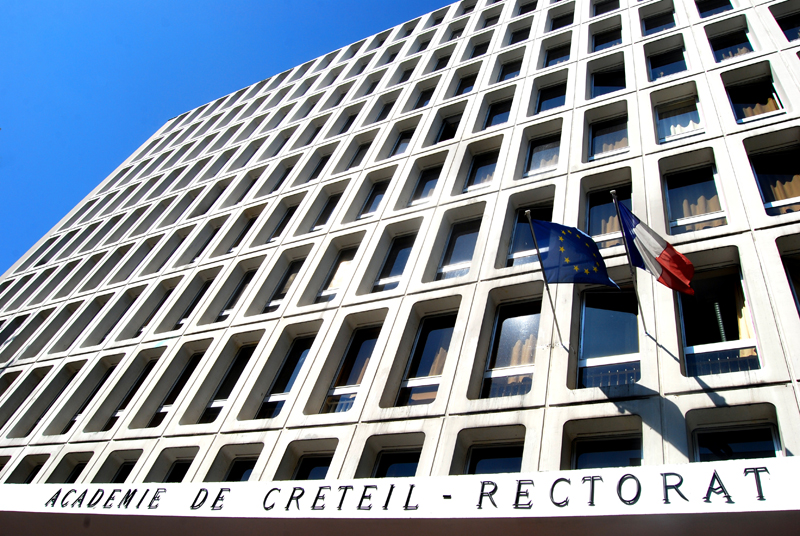
Rectorat de Créteil

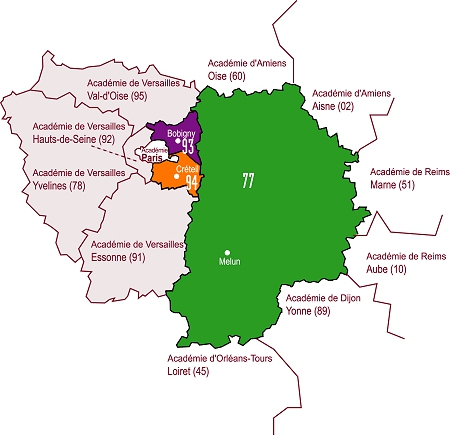
Carte de l'académie

L’académie de Créteil est une circonscription scolaire et universitaire gérée par un recteur. Elle comprend trois départements, placés chacun sous l’autorité d’un inspecteur d’académie – directeur des services départementaux de l'Éducation nationale :
- Seine-et-Marne
- Seine-Saint-Denis
- Val-de-Marne

L’académie de Créteil fait partie de la zone C. Elle emploie 75 000 personnels et scolarise plus d’un million d’élèves (915 000), apprentis (22 500) et étudiants (85 000). C’est la deuxième académie de France par sa population scolaire.

## Premier degré
En 2016-2017, l’académie de Créteil compte 511 964 élèves dans le premier degré scolarisés dans :
- 1 102 écoles publiques et 26 écoles privées en Seine-et-Marne
- 811 écoles publiques et 34 écoles privées en Seine-Saint-Denis
- 609 écoles publiques et 36 écoles privées dans le Val-de-Marne

## Second degré
En 2016-2017, l’académie de Créteil compte 384 732 élèves dans le second degré (hors post-bac) scolarisés dans :
- 126 collèges publics et 18 collèges privés en Seine-et-Marne
- 120 collèges publics et 24 collèges privés en Seine-Saint-Denis
- 104 collèges publics et 23 collèges privés dans le Val-de-Marne
- 58 lycées publics et 13 lycées privés en Seine-et-Marne
- 64 lycées publics et 21 lycées privés en Seine-Saint-Denis
- 48 lycées publics et 22 lycées privés dans le Val-de-Marne

## Enseignement supérieur

### Quatre universités sont du ressort du recteur de l’académie
- Université Paris-Est Marne-la-Vallée (UPEM)
- Université Paris 8 Vincennes-Saint-Denis
- Université Paris-XIII
- Université Paris-Est-Créteil-Val-de-Marne (UPEC ou Paris-XII), dont l’École supérieure du professorat et de l’éducation (ESPE) est une composante.

### Grandes écoles, instituts et établissements d’enseignement supérieur rattachés
- École d'architecture de la ville et territoires à Marne-la-Vallée
- École nationale des ponts et chaussées (École des Ponts Paris-Tech) à Marne-la-Vallée
- École nationale des sciences géographiques (ENSG) à Marne-la-Vallée
- École nationale supérieure Louis-Lumière à La Plaine Saint-Denis
- Institut supérieur de mécanique de Paris à Saint-Ouen
- École normale supérieure de Cachan
- École nationale vétérinaire à Maisons-Alfort

## Pilotage académique
L’académie est dirigée par un recteur/rectrice. Nommé par décret du Président de la République en conseil des ministres, le recteur exerce dans l'académie les missions relatives au contenu et à l'organisation de l'action éducatrice  et représente le ministre chargé de l'éducation nationale et de l’enseignement supérieur au sein de l'académie et des départements qui la constituent. Il est responsable de la totalité du service public de l'éducation dans l'académie, de la maternelle à l'université, et exerce aussi des compétences dans le domaine de l'enseignement privé sous contrat.
Le recteur a pour mission de :
- veiller à l'application de toutes les dispositions législatives et réglementaires se rapportant à l'Éducation nationale ;
- définir la stratégie académique d'application de la politique éducative nationale ;
- assurer la gestion du personnel et des établissements ;
- développer des relations avec les autres services de l'État intervenant dans l'académie, les milieux politiques, économiques, socio-professionnels et notamment avec les collectivités territoriales ;
- intervenir dans le programme régional de formation conduit par le conseil régional ;
- rendre compte au ministre du fonctionnement du service public de l'éducation nationale dans l'académie qu'il dirige.

Les inspecteurs d’académie-directeurs académiques des services de l’Éducation nationale (IA-DASEN), mettent en œuvre sous l’autorité du recteur la politique de l’Éducation nationale dans les écoles primaires et les établissements du second degré de leur département.

## Liste des recteurs
La liste des recteurs depuis la création de l'Académie :
- Jean-Louis Bruch (avril 1972 - novembre 1973) : docteur d’État en philosophie
- Jean Saurel (novembre 1973 - juillet 1974) : docteur en sciences physiques
- André Casadevall (juillet 1974 - juillet 1976) : docteur en sciences physiques
- Jacques Dehaussy (juillet 1976 - août 1983) : docteur en droit
- Christian Bècle (septembre 1983 - août 1984) : docteur d’État en sciences
- Jean-Claude Maestre (août 1984 - juillet 1986) : docteur en droit
- Raymond Prieur (juillet 1986 - mars 1987) : docteur en sciences politiques
- Bernard Saint-Sernin (mars 1987 - janvier 1989) : docteur d’État en philosophie
- Christian Forestier (janvier 1989  - avril 1992) : docteur d’État en sciences
- Claude Lambert (avril 1992 - mai 1996) : docteur d’État en physiologie végétale
- Maurice Quénet (mai 1996 - mai 1998): docteur d’État en droit
- Jean-Pierre Dedonder (mai 1998 - juin 2000) : docteur d’État en sciences physiques
- André Lespagnol (juin 2000 - juillet 2003) : docteur d’État en histoire
- Bernard Saint-Girons (juillet 2003 - mars 2007) : agrégé de droit public
- Jean-Michel Blanquer (mars 2007 - décembre 2009) : docteur en droit
- William Marois (décembre 2009 - janvier 2013) : docteur en sciences économiques
- Florence Robine (janvier 2013 - mai 2014) : inspectrice générale de l’Éducation nationale, docteure en épistémologie et histoire des sciences exactes et des institutions scientifiques
- Béatrice Gille (mai 2014 - février 2018) : inspectrice générale de l’administration de l’Éducation nationale et de la recherche
- Daniel Auverlot (février 2018 - juillet 2023[3])
- Julie Benetti (juillet 2023 - mars 2025)[4]
- Jean-François Chanet (depuis mars 2025)[5]

## Historique
- Le décret no 71-1023 du 22 décembre 1971 portant modification de la circonscription académique de Paris précise en son article 1er que la région parisienne comprend, à partir du 1er février 1972, l’académie de Paris, l’académie de Créteil et l’académie de Versailles.
- Le 4 mai 1972, l’antenne rectorale, implantée au CES de la rue Saint Simon, est officiellement inaugurée.
- Le 12 janvier 1978, le rectorat s’installe au 4 rue Georges Enesco. L’académie gère alors environ 50 000 personnes.
- En 1991, le rectorat publie son premier projet de l’académie. La même année, l’université de Marne-la-Vallée s’installe sur son territoire.
- En juin 1994, c’est la création des « bassins de formation et d’insertion » pour permettre de construire une offre de formation cohérente.
- En 2001, l’académie devient la deuxième académie de France par sa population scolaire.
- La première campagne de labellisation « lycée des métiers » est lancée en 2002.
- Le Centre de formation académique est créé en 2005.
- Le quatrième projet de l’académie (2008-2011) s’articule autour des  trois axes que sont la réussite, l’équité et la solidarité. Le cinquième (2012-2015) les précisera : réussite – créer les conditions de la réussite de chaque élève, équité – ne laisser personne au bord du chemin, solidarité – travailler ensemble dans une académie solidaire.
- Le 3 janvier 2013 est nommée la première rectrice de l’académie de Créteil, Florence Robine.
- En mars 2013, des groupes de pilotage et d’impulsion (GPI) sont mis en place.
- En septembre 2013, l’École supérieure du professorat et de l’éducation (ESPE) est créée et devient une composante de l’université Paris-Est Créteil (UPEC).

## Polémique
Le quotidien Libération indique qu'à plusieurs reprises en 2018, et dans plusieurs académies, notamment celle de Créteil, le rectorat a fait pression sur des élèves élus au Conseil académique de la vie lycéenne afin que ceux-ci relaient sur les réseaux sociaux des textes écrits par les services de communication du rectorat,.
Les chiffres du brevet des collèges sont eux artificiellement gonflés par le rectorat pour améliorer en apparence les résultats obtenus. Le gouvernement indique que cet écart est d'environ 6 % en 2023, le niveau d'écart le plus important en France métropolitaine.